# Kwon Ri-se
Kwon Ri-se (hangul: 권리세), mer känd under artistnamnet RiSe, född 16 augusti 1991 i Fukushima, död 7 september 2014 i Suwon, var en japansk sångerska aktiv i Sydkorea. Hon var mest känd som en av medlemmarna i tjejgruppen Ladies' Code.

## Karriär
År 2011 deltog RiSe i talangtävlingen Birth of a Great Star på TV-kanalen MBC. Efter programmet tränade hon i två år inför sin musikdebut och hade först kontrakt med Key East Entertainment innan hon skrev på för skivbolaget Polaris Entertainment.
I februari 2013 meddelade Polaris Entertainment bildandet av den nya tjejgruppen Ladies' Code med RiSe som en av de fem medlemmarna. Hon var först ut av medlemmarna med en individuell soloteaser inför gruppens debut. Hon debuterade med Ladies' Code den 7 mars 2013 i samband med släppet av debutsingeln "Bad Girl" och debutalbumet Code#01.
Tillsammans med gruppen släppte hon singeln "Hate You" den 6 augusti 2013. Den 3 september 2013 släpptes även singeln "Pretty Pretty" följt av gruppens andra album Code#02. Rise var först ut i februari 2014 med individuella teaserbilder för gruppens nya singel "So Wonderful" som släpptes den 13 februari. Den 6 augusti 2014 släpptes gruppens femte singel "Kiss Kiss" som blev den sista RiSe medverkade på.

## Privatliv
RiSe som föddes i Fukushima i Japan talade både flytande japanska och koreanska. Hon hade en äldre bror och en äldre syster.
RiSe har under hela sin karriär komplimerats för sitt naturliga utseende. År 2009 deltog hon i den årliga skönhetstävlingen Miss Korea. I november 2011 var hon fotomodell tillsammans med amerikanska artisten Jay Park för Levi's dENiZEN jeans. Hon gjorde även reklam för ett sydkoreanskt märke av väskor i slutet av 2011.
I juni 2013 deltog RiSe i TV-serien Running Man på TV-kanalen SBS. I augusti 2013 deltog hon i TV-programmet Star Diving Show Splash på MBC. I oktober 2013 medverkade hon som en av huvudpersonerna i musikvideon till solosångaren Kantos debutsingel "What You Want". Den 23 oktober 2013 gästade hon Radio Star på MBC tillsammans med andra kvinnliga artister.

## Död
Den 3 september 2014 var RiSe med om en bilolycka tillsammans med resten av Ladies' Code som resulterade i att gruppmedlemmen EunB omkom medan RiSe själv skadades allvarligt. När brandkåren anlände till olycksplatsen var RiSe kvar i fordonet och ej vid medvetande. Eftersom hon saknade puls och blödde från huvudet genomfördes hjärt-lungräddning på plats. Hon fördes först till St. Vincent Hospital och flyttades sedan till Ajou University Hospital i Suwon för att undergå kirurgi. Hon behövde gå igenom tre operationer som totalt tog över nio timmar att genomföra. Operationen avbröts efter att hennes blodtryck fallit och hon flyttades till intensivvårdsavdelningen med stora skador i huvudet och magområdet. RiSe var medvetslös sedan olyckan och hennes tillstånd förbättrades aldrig då det inte gick att återuppta den fördröjda operationen, på grund av problemen med hennes blodtryck. Efter flera dagar i koma avled hon till slut den 7 september 2014.
Ett stort antal kända artister från olika k-popgrupper och andra kändisar lämnade sina kondoleanser på sociala medier efter RiSes bortgång. En minnesceremoni hölls den 8 september med familj, vänner, fans och andra artister och kändisar som stod RiSe nära. Sångerskan Lee Eun-mi som var mentor åt RiSe i talangtävlingen Birth of a Great Star hedrade RiSe den 8 september under sitt framträdande för familjerna till Sewolkatastrofens offer. Hennes begravningsceremoni hölls vid Korea University Anam Hospital i Seoul den 9 september. De tre överlevande gruppmedlemmarna var alla närvarande tillsammans med familjemedlemmar, vänner, samt artister och anställda från Polaris Entertainment. Hon kremerades vid Seoul Memorial Park och lades sedan till vila i sitt hemland Japan efter ytterligare en begravningsceremoni där.
Den 22 augusti 2015 hölls en minneskonsert i RiSes födelseland Japan för att hedra både EunB och RiSe. Anledningen till valet av plats var att en av RiSes drömmar hade varit att en dag få hålla en solokonsert med Ladies' Code i sitt hemland. Ashley, Sojung och Zuny deltog alla i konserten som hölls i Shinagawa Stellar Ball i Tokyo tillsammans med andra artister från gruppens skivbolag Polaris Entertainment. De tre kvarvarande medlemmarna i Ladies' Code framförde en ny singel med titeln "I'll Smile Even If It Hurts", en låt som är tillägnad åt EunB och RiSe. Den släpptes officiellt som singel på ettårsdagen sedan RiSes bortgång. Sångaren Roh Ji-hoon som deltog tillsammans med RiSe i talangtävlingen Birth of a Great Star, släppte även på sitt nya album i september 2015 en låt med titeln "September 7" som spekulerats vara en hyllning till RiSe.

## Diskografi

### Album
| Albuminformation                                 | Topplacering          |
| Albuminformation                                 | Sydkorea (Gaon Chart) |
| ------------------------------------------------ | --------------------- |
| CODE#01 (EP-skiva) - Släppt: 7 mars 2013         | 11                    |
| CODE#02 (EP-skiva) - Släppt: 6 september 2013    | 14                    |
| Kiss Kiss (singelalbum) - Släppt: 7 augusti 2014 | 4                     |

### Singlar
| År   | Titel                | Topplacering          |
| År   | Titel                | Sydkorea (Gaon Chart) |
| ---- | -------------------- | --------------------- |
| 2013 | "Bad Girl"           | 34                    |
| 2013 | "Hate You"           | 13                    |
| 2013 | "Pretty Pretty"      | 16                    |
| 2014 | "So Wonderful"       | 14                    |
| 2014 | "Kiss Kiss"          | 50                    |
| 2014 | "I'm Fine Thank You" | 3                     |